# Jararacà
El jararacà (Bothrops jararaca) és una espècie de serp verinosa de la subfamília Crotalinae que habita al Brasil, el Paraguai i l'Argentina. El nom científic de l'espècie deriva del tupí yarará i ca: "gran serp." Dins del seu rang és abundant i important causa de mossegades de serp. No hi ha subespècies reconegudes.

## Descripció
És una espècie prima, terrestre, arribant a un màxim de longitud d'1,6 m, tot i que la mitjana és molt menor.
Les escates del cap inclouen 5-12 intersupraoculars dèbilment expressats, 7-9 supralabials (usualment 8) dels quals la segona es fon amb la prelacunal, i 9-13 sublabials (usualment 10-12). A la meitat del cos hi ha 20-27 escates dorsals (usualment 1923-1925). Les escates ventrals són 170-216 (rarament 218) i 51-71 escates subcaudals majorment aparellades.
El patró de color és extremadament variable, consisteix en un color dorsal: bronzejat, bru, gris, groc, oliva. A la meitat del cos, aquest color és normalment una mica més suau que al cap, anterior i posterior. Això es solapa amb una sèrie de marques triangulars o trapezoïdals de vores pàl·lides, negres brunes en ambdós costats del cos. Aquestes marques poden estar oposades entre elles, o parcialment o completament juxtaposades; molts espècimens tenen un patró amb les tres variacions. En joves, la punta de la cua és blanca.
El cap té una prominència, i una banda negra bruna que corre per darrere de l'ull a banda i banda de darrere del cap, usualment tocant els últims tres supralabials. Dorsalment, aquesta tira està vorejada per una àrea distintiva pàl·lida. La llengua és negra, i l'iris és daurat a verdós or amb reticles lleugerament foscos.
A cada costat del cap té una foseta loreal situada entre l'ull i el musell, que serveix per detectar preses que emeten radiació infraroja. La foseta loreal és una característica compartida amb les altres escurçons de foses.
El seu verí conté certs pèptids que es varen utilitzar per a sintetitzar el tepròtid, un nonapèptid, la primera substància coneguda inhibidora de l'ECA (l'enzim convertidor d'angiotensina, la inhibició del qual pot constituir un tractament de la hipertensió arterial). Tot i ser un pèptid especialment resistent, no n'és prou com per ser administrat per via oral, cosa que en limita l'ús. Posteriorment, es van efectuar modificacions sobre el tepròtid, però tot i que van millorar la seva activitat, no van demostar més resistència a la hidròlisi i, per tant, tampoc es podien utilitzar per via oral. Tanmateix, va servir d'inspiració per al disseny racional d'altres fàrmacs inhibidors de l'ECA, com les N-succilnilprolines, de les quals va derivar el captopril, un potent inhibidor de l'ECA que sí que es pot administrar per via oral.